# Сады Херренхаузен
Сады Херренхаузен (нем. Herrenhäuser Gärten) — бывшие королевские сады ранее независимого государства Ганновер, состоящие из четырёх частей, которые известны как: Большой сад, Берггартен, Георгенгартен и Вельфенгартен.
«Большой сад» в Херренхаузене является одним из самых известных барочных садов в Европе и исторически центральной частью Херренхаузенских садов. «Берггартен», также расположенный в Херренхаузене, превратился из огорода и питомника в ботанический сад. Дом в тропическом лесу, построенный в 2000 г., был преобразован в большой аквариум в 2006 году. На сегодняшний день посещение обоих садов является платным.
«Георгенгартен» расположен к востоку от Большого сада и так же, как и «Вельфенгартен», относится к северному району Ганновера Нордштадт. Оба сада выполнены в стиле английских ландшафтных садов и находятся в свободном доступе. Они закреплены за VII отделом городской администрации Ганновера. Рональд Кларк — директор садов Херренхаузен. Заведующий отделением — Констанце Бекедорф.

## Большой сад

### История
В 1638 году герцог Георг фон Каленберг приказал разбить огород в деревне Херингхузен. Когда в 1665 году к власти пришел его сын Иоганн Фридрих, он дал деревне другое имя — Херренхаузен, построил здесь замок и поручил садовнику устроить увеселительный сад размером с сегодняшний Большой Партер.

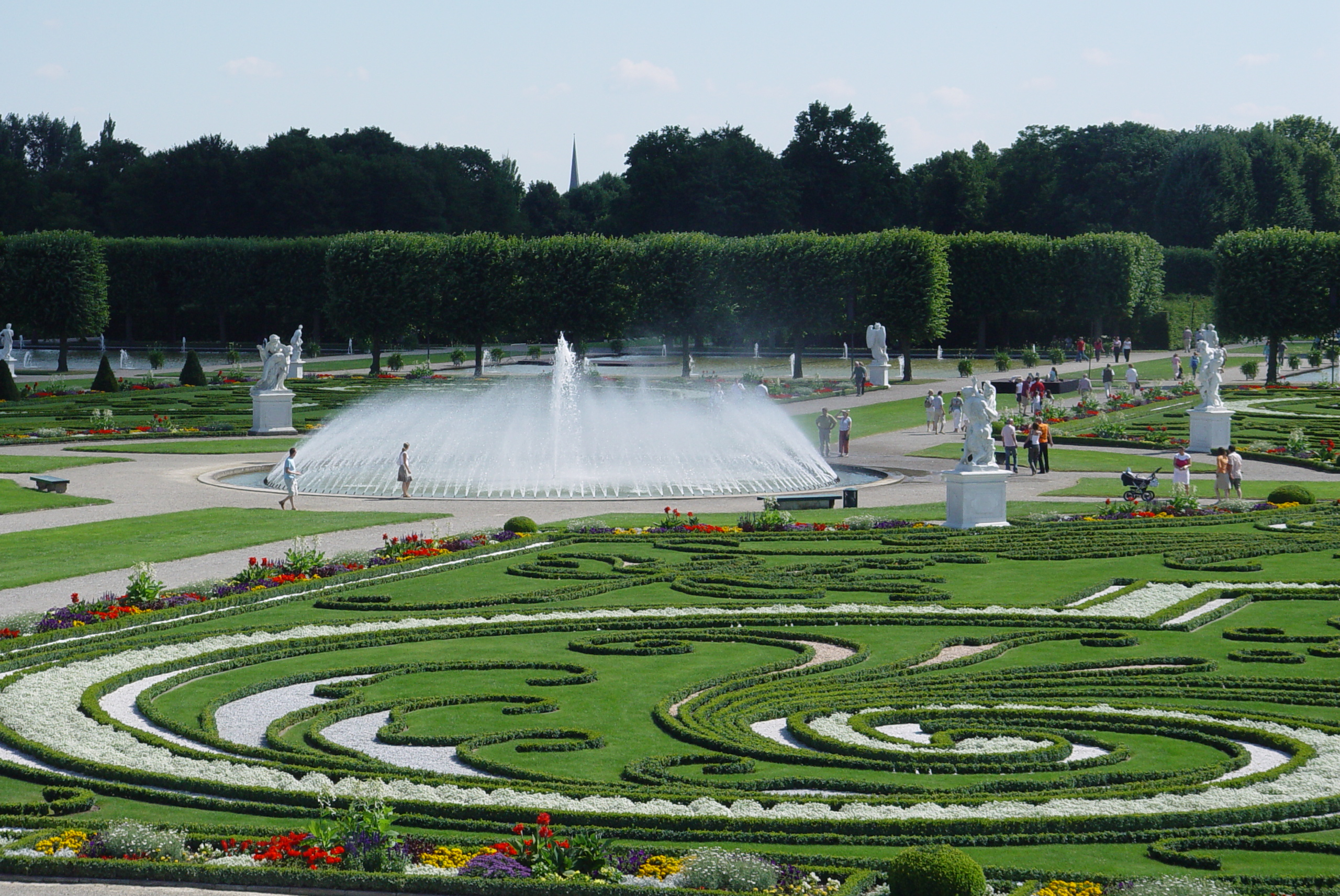
Большой сад. Сады Херренхаузен (Ганновер)

Со временем сад был увеличен и модернизирован. Наибольшие изменения произошли во время правления герцога Эрнста Августа (1679—1698). Тот ожидал своего назначения курфюрстом Брауншвейг-Люнебурга, которое произошло в 1692 году, и для этого нуждался в представительских помещениях. Большой сад был перепланирован под руководством его жены Софи фон дер Пфальц. Свою молодость будущая герцогиня провела в Нидерландах, и её сад был спроектирован в стиле голландских барочных комплексов.
Значительные работы по расширению сада происходили в 1676—1680 годах. Большой каскад был построен в 1676 году, а грот — годом позже. В ходе дальнейших строительных работ в 1707 и 1708 годах в северо-западной части комплекса был построен Пажеский дом, а на юго-востоке и в юго-западной части Большого сада — церковь, спроектированная архитектором Луи Реми де ла Фоссом. Эти постройки существуют до сих пор.
С 1700 года в южной части сада был оборудован фонтан. Фонтан впервые достиг высоты около 35 м в 1720 году, что сделало его самым высоким среди фонтанов европейских дворов своего времени. Позже высоту фонтана увеличили до 68 метров, а сегодня она достигает примерно 80 метров. Насосная станция, известная как Вассеркунст Херренхаузен (нем. Wasserkunst Herrenhausen), находится за пределами садов. Действующий технический памятник регулирует уровень воды в канале Большого сада.
Большой сад был завершен к 1710 году. Площадь его (50 гектаров) примерно соответствовала площади старого города Ганновера, в котором проживало на тот момент 10 000 человек. После смерти Софи в 1714 году Большой сад увеличился в четыре раза. Сегодня он занимает площадь около 200 гектаров.
О Большом саде забыли до середины XIX века, так как следующие правители Ганновера и Великобритании жили в Лондоне и не заботились о нём. В то время как многие князья в XVIII веке превратили свои барочные сады в ландшафтные сады, Большой сад остался без изменений. После проигранной войны 1866 года и аннексии Пруссией Ганноверского королевства Большой сад потерял социальную значимость, и комплекс пришел в полный упадок.
После того как в 1936 году Сад был продан городу Ганноверу, его перепланировали. В дополнение к восьми специальным садам возник Лабиринт — смоделированная система, учитывающая план 1674 года, восьмиугольная структура диаметром 38 метров. Неизвестно, был ли в XVII веке в Большом саду лабиринт. Обновление было сделано с упором на демонстрационную ценность сада. Не был учтен внешний вид огорода.
После Второй мировой войны к 1966 году сады были практически восстановлены. Грот и Большой каскад не пострадали. Одна из последних работ художницы Ники де Сен-Фалль 1970-х годов находится в Большом саду. В период с 2001 по 2003 год сотрудники Большого сада перепроектировали трёхкомнатный грот со стеклянной и зеркальной мозаикой, украшенный скульптурами. От восьмиугольной центральной комнаты слева и справа отходят две другие комнаты, в каждой из них имеется небольшой фонтан со статуей.

## Постройки

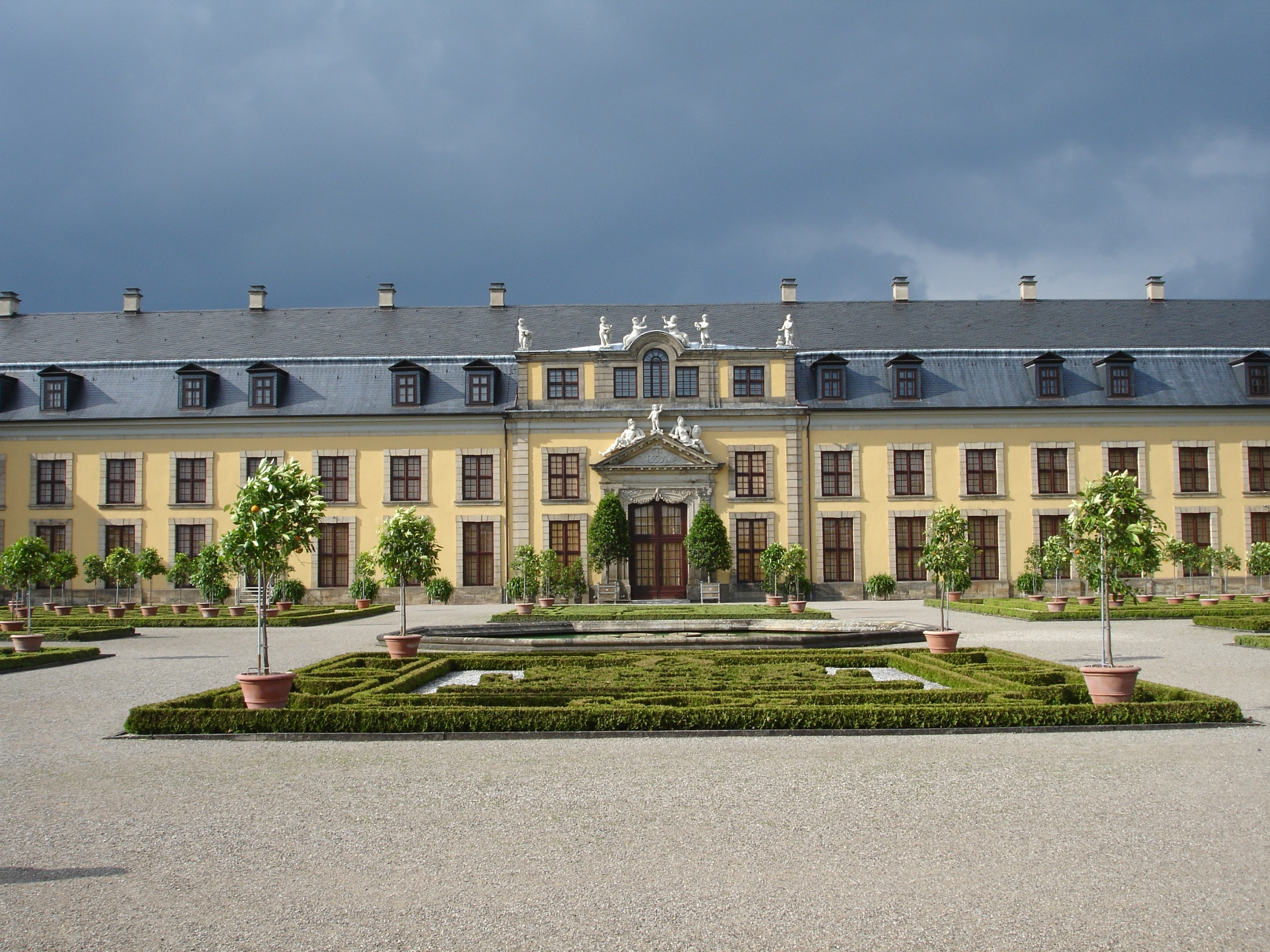
Картинная галерея. Сады Херренхаузен. Ганновер

Дворец Херренхаузен был расширен в конце XVII века. В 1720—1723 годах придворный архитектор Бем построил оранжерею на северо-востоке сада. В 1819—1821 годы придворный архитектор Георг Людвиг Фридрих Лавес отремонтировал дворец Херренхаузен, а через два года — оранжерею.
Во время Второй мировой войны замок, имевший деревянный каркас, был разрушен во время авианалёта. Сохранилась только внешняя лестница, которая во время последующей реконструкции сада была перенесена на юго-западный край Партера.
В 2009 году между городом Ганновером и фондом Фольксваген (нем. Volkswagen) был подписан договор аренды сроком на 99 лет. На основании этого договора фонд перестроил дворец Херренхаузен и реконструировал фасад в стиле классицизма. Здание было завершено в январе 2013 года и используется для проведения конференций. В боковых флигелях город создает музей, знакомящий с историей садов Херренхаузен.

### События
Ежегодно в Большом саду проходит Международный конкурс фейерверков. С мая по сентябрь пиротехники со всего мира устраивают здесь пять встреч и соревнуются друг с другом. С 2007 года каждая страна-участница изначально должна была представить обязательную программу определённого музыкального сопровождения. Затем национальные команды выступают в вольном стиле. Фейерверку предшествует разнообразная программа, в которой сочетаются кабаре, музыка и садовый театр.
Небольшой праздник в большом саду зарекомендовал себя как международный кабаре-фестиваль.
В летние месяцы Государственный театр Ганновера (нем. Landesbühne Hannover) использует в театр в Большом саду для мюзиклов и театральных представлений. Оранжерея и здание галереи также используют для проведения специализированных и художественных выставок и концертов. Каждый год в мае проводится фестиваль искусств Херренхаузена с участием художников из разных стран и межжанровая программа. Художественные форматы разработаны специально для площадок в садах Херренхаузена.

## Берггартен

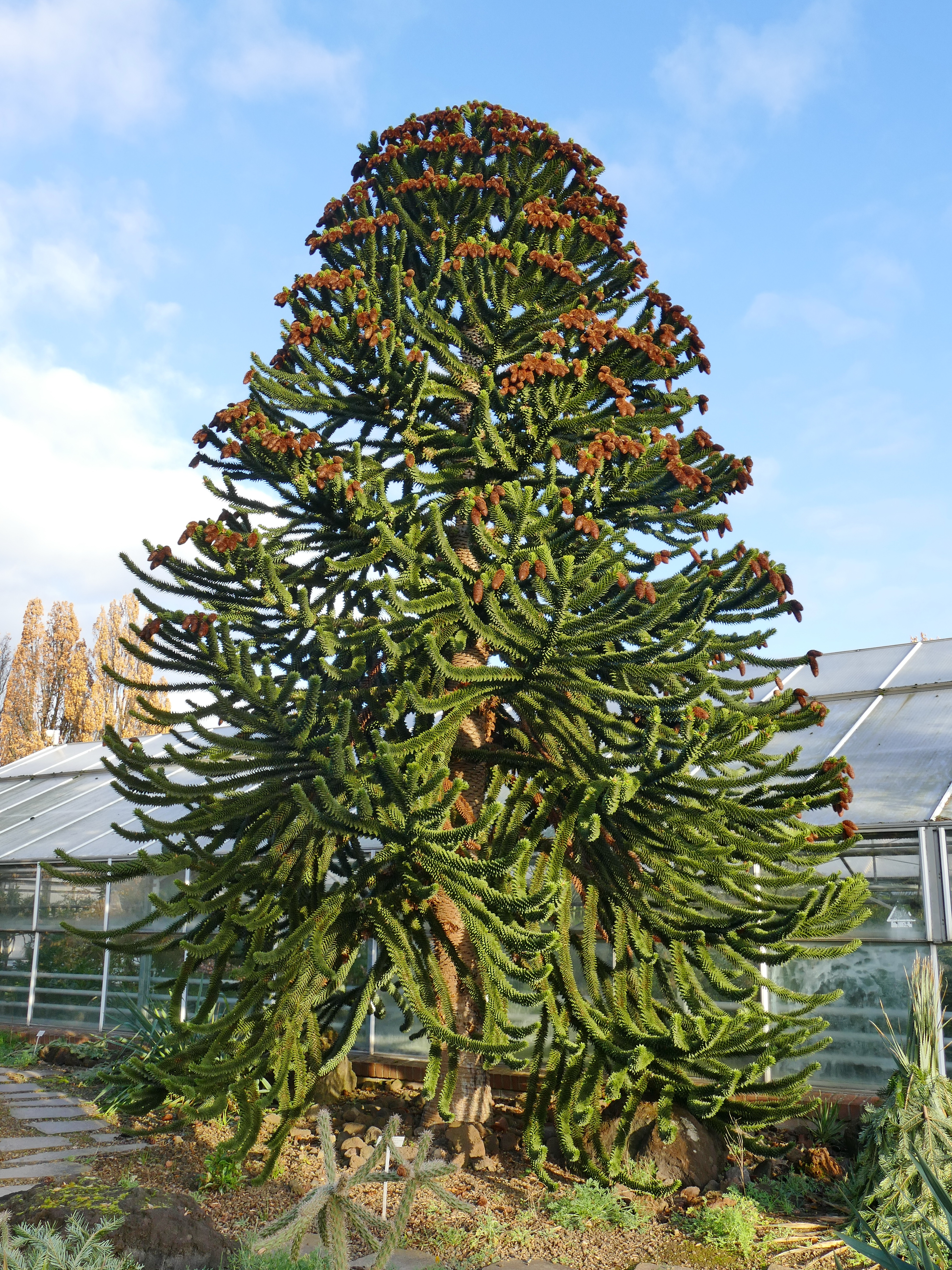
Араукария в Берггартене. Ганновер

Сад Berggarten находится к северу от Большого сада, на другой стороне улицы Херренхаузен. Это один из старейших ботанических садов Германии.
Сад был разбит в 1666 году герцогом Иоганном Фридрихом как огород для выращивания овощей и лекарственных трав. Электресс (супруга курфюрста) Софи фон Пфальц превратила горный сад в сад экзотических растений, для него в 1686 году построили оранжерею. В 1750 году огород в Линдене принял на себя снабжение двора фруктами и овощами, с тех пор горный сад превратился в ботанический сад. В выставочных домах и тематических садах Берггартена в настоящее время насчитывается 11 000 различных растений из разных климатических зон, включая самую большую коллекцию орхидей в Европе.
Архитектор Георг Людвиг Фридрих Лавес построил в 1817—1820 годах Дом садовода, который в 1952 году стала библиотечным павильоном. В 1842—1847 годах по проекту Лавеса был построен мавзолей, где нашли покой король Эрнст Август и его супруга королева Фридерика.
Для Expo 2000 был построен Дом в тропическом лесу (нем. Regenwaldhaus). Здесь был искусственный тропический ландшафт, в котором жили бабочки, лягушки и более мелкие виды птиц из тропических регионов. Из-за высокой стоимости, он был закрыт в 2006 году, а затем перестроен в большой Силайф-аквариум, но тропический лес был сохранён. Глубоководный бассейн вмещает 300 000 литров воды. Большой океанский бассейн имеет глубину четыре метра. В нём содержат акул и черепах, за которыми посетители могут наблюдать через восьмиметровый туннель из акрилового стекла.

## Георгенгартен

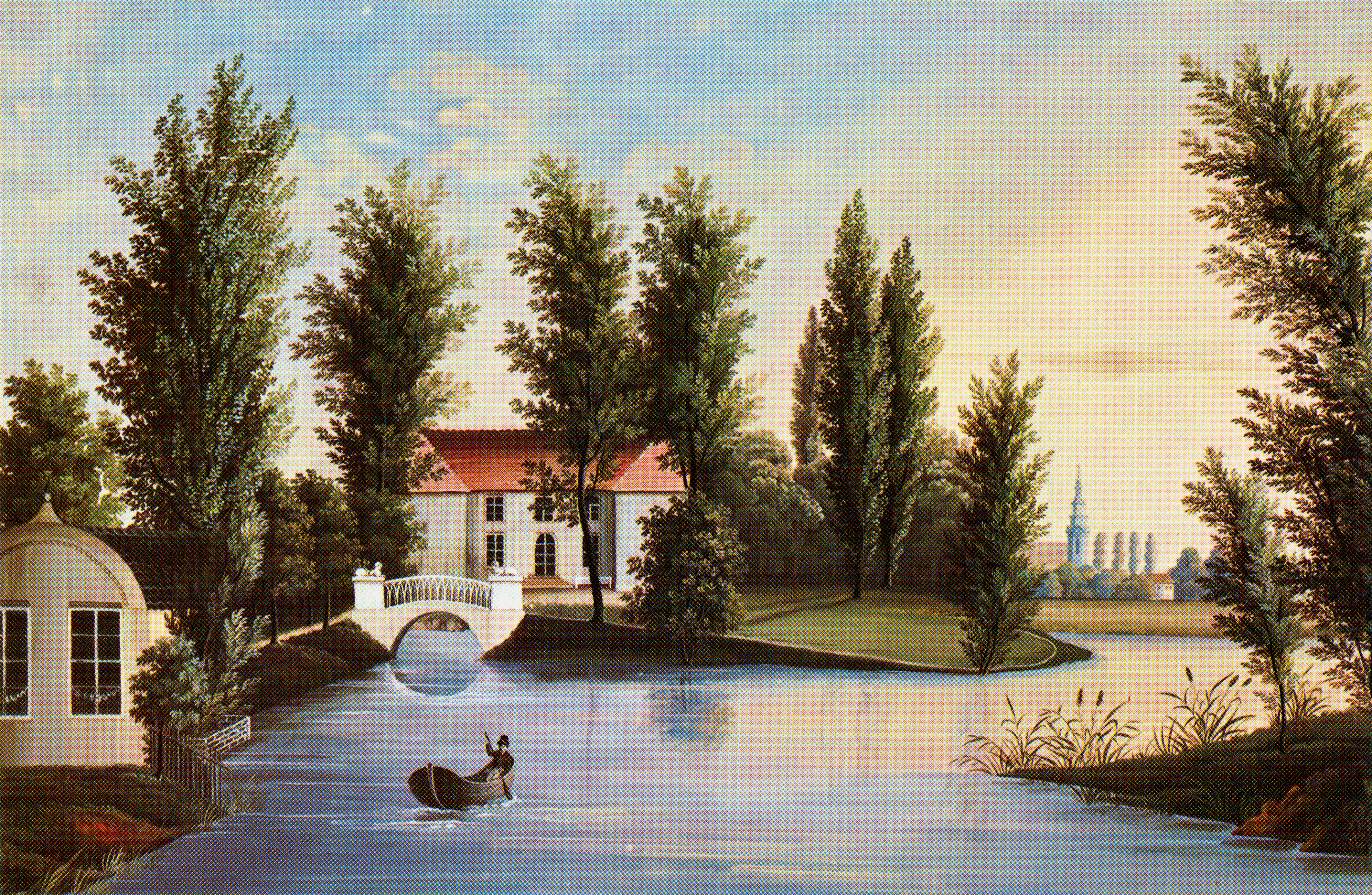
Георгенгартен. Ганновер. 1825 год

Примерно в 1700 году в пойме реки Лайне (также известный как Leinemasch) были построены особняки для ганноверской знати.
В 1726 году была заложена двухкилометровая четырёхрядная аллея Херренхаузен, соединившая дворец Херренхаузен с Ганновером. В 1768 году граф Иоганн Людвиг фон Вальмоден-Гимборн купил сады, принадлежащие дворянским поместьям, и объединил их в «Валлмоденгартен». Дворец Вальмоден (нем. Wallmodenschloss) был построен в 1781—1796 годах и с тех пор в нём размещалась коллекция произведений искусства графа.
В 1826 году в окрестностях дворца по проекту Георга Людвига Фридриха Лавеса были построены два садовых домика.
С 1828 по 1843 год парк был преобразован в английский пейзажный парк. Водотоки бывших садов были превращены в пруды. Парк перестроил Георг IV Ганноверский и переименовал его в Георгенгартен. Три моста были построены по плану Лавеса: Фарбрюкке в 1837 году, Аугустенбрюкке в 1840 году и все ещё сохранившийся Фридерикенбрюкке, который соединяет Большой сад с Георгенгартеном через канал. Во дворце Вальмоден (нем. Wallmodenschloss), который был переименован во дворец Георга (нем. Georgenpalais), теперь находится музей Вильгельма Буша.
Город Ганновер выкупил Георгенгартен в 1921 году, в центре сада в 1935 году был построен Храм Лейбница в честь ученого-математика Готфрида Вильгельма Лейбница. Моноптер был построен в 1787—1790 годах на бывшей Парадной площади (позже — площадь Ватерлоо) (нем. Waterlooplatz).

### Вельфенгартен

Дворец Монбрийян в Вельфенгартен. Ганновер, около 1850 г.

В 1717 году к северу от Херренхойзер-аллее был построен замок Монбрийян (нем. Schloss Monbrillant) как резиденция графа фон Платена и снесен в 1857 году. Один из двух пешеходных мостов, созданных тогда Лавесом, сохранился до наших дней.
В 1857—1866 годах на этом месте, окруженном Вельфенгартеном и Принценгартеном, был построен замок Вельфов (Велфеншлосс). До того как строительство было завершено, после войны 1866 года произошла аннексия королевства Ганновер Пруссией, так что дворец никогда не был использован по назначению. В долго пустовавшем дворце лишь в 1879 году разместился Технический университет, из которого возник сегодняшний Ганноверский университет имени Готфрида Вильгельма Лейбница.
Вельфенгартен пострадал во время Второй мировой войны, а затем был перестроен в модифицированном виде как кампус Технического университета. В 1961 году Эрнст Август фон Ганновер продал замковую собственность городу Ганноверу.

## Садовая библиотека
Библиотека Королевского сада Херренхаузен когда-то относилась садам. Она была приобретена государством в 2007 году. Это важный источник по истории Херренхаузена и работавших там придворных садовников. В коллекцию входят книги, рукописи, рисунки и гербарии. Организационно он принадлежит Библиотеке Готфрида Вильгельма Лейбница — Государственной библиотеке Нижней Саксонии.

## Награды
В 2015 году сады были удостоены премии «European Garden Prize» (Европейский садовый приз) в категории «Лучшее дальнейшее развитие исторического парка или сада».